# Mouloud Feraoun

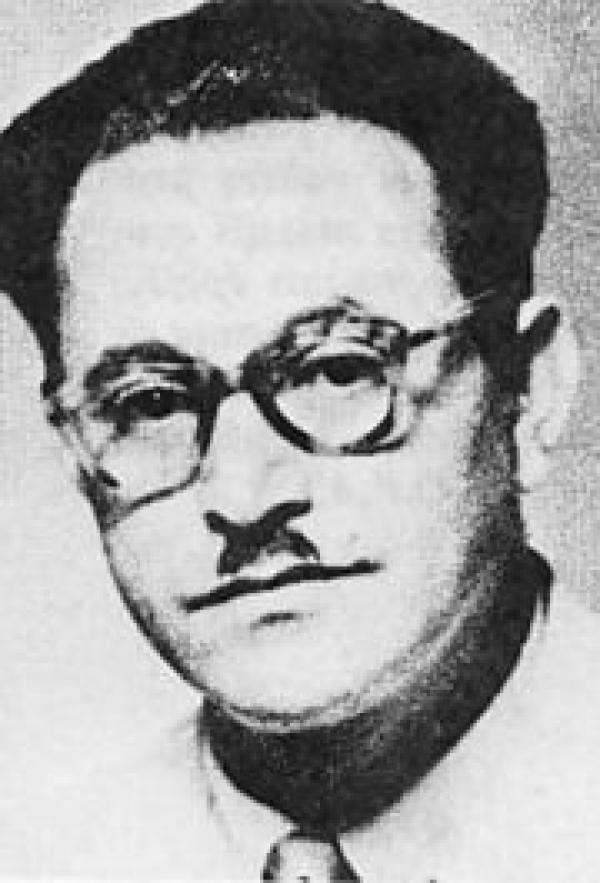
Mouloud Feraoun

Mouloud Feraoun (kabylisch ⵎⵓⵍⵓⴷ ⴼⵔⵄⵓⵏ Mulud Ferɛun; * 8. März 1913 im Bergdorf Tizi Hibel in der Region Große Kabylei (Algerien) als Sohn von Bauern; † 15. März 1962 in Algier als Opfer eines Kommandos der OAS) war ein algerischer Schriftsteller französischer Sprache, der – zum Teil autobiografische – Romane über das Schicksal afrikanischer Arbeiter in Frankreich schrieb. Sein Vater arbeitete zeitweise in Frankreich in einer Mine bei Lens. Nach dem Studium arbeitete Feraoun als Lehrer in Tizi Hibel, später außerhalb der Kabylei als Schuldirektor. Für seinen Roman Le fils du pauvre erhielt er den Grand Prix littéraire von Algier. Für seinen Roman Vergeltung unter Tage erhielt er den Prix Populiste.

## Werke
- Le fils du pauvre (Der Sohn des Armen) (1950) Roman
- La Terre et le sang (Vergeltung unter Tage, auch Die Heimkehr des Amer-U-Kaci) (1953) Roman
- Les Chemins qui montent (Die Wege hügelan) (1957) Roman
- Les Poèmes de Si Mohand (1960) Gedichtsammlung
- Journal (1962)
- Jours de Kabylie (1968)
- Lettres à ses amis (1969) Schriftwechsel
- L’Anniversaire (1972) Unvollendeter Roman